# تیبنیس
تیبنیس (به اسپانیایی: Tivenys) یک شهرستان در اسپانیا است که در کاتالونیا واقع شده‌است.

## خصوصیات
تیبنیس ۵۳٫۵۴ کیلومترمربع مساحت و ۹۲۶ نفر جمعیت دارد و ۱۳ متر بالاتر از سطح دریا واقع شده‌است.